# Jenny Johansson (rösträttsaktivist)
Jenny Maria Johansson, född Håkansdotter 8 oktober 1876 i Ronneby församling, Blekinge län, död 15 augusti 1928 i Eringsboda församling, Blekinge län, var en svensk rösträttsaktivist. Hon var ordförande för Föreningen för kvinnans politiska rösträtt i Eringsboda 1912–1921. 

## Biografi
Johansson var gift med Mathis Johansson som var virkeshandlare i Eringsboda. Tillsammans bodde de i Villa Ekeliden i Eringsboda.